# Agave variegata
Agave variegata ist eine Pflanzenart aus der Gattung der Agaven (Agave) in der Unterfamilie der Agavengewächse (Agavoideae). Das Artepitheton variegata stammt aus dem Lateinischen, bedeutet ‚gefleckt‘ und verweist auf die Musterung der Laubblätter der Art.

## Beschreibung
Agave variegata wächst mit aufrecht-übergebogenen, linealisch-lanzettlichen, tief rinnigen Laubblättern. Die dunkelgrüne, nicht gefleckte oder heller grün und braun oder grün gefleckte Blattspreite ist 14 bis 44 Zentimeter lang und 1,2 bis 2,7 (selten bis 3,9) Zentimeter breit. Die kreisrunden bis elliptischen Flecken sind gelegentlich glauk. Die Blattränder sind meist mit entfernt voneinander stehenden kleinen Zähnen besetzt.
Der „ährige“ Blütenstand erreicht eine Höhe von 60 bis 140 (in Kultur bis 180) Zentimeter. Der blütentragende Teil ist 14 bis 22 (selten 7,5 bis 29, in Kultur bis 48) Zentimeter lang und trägt sieben bis 29 (selten bis 41) ausgebreitete Blüten. Der Fruchtknoten ist 9 bis 16 (selten bis 19) Millimeter lang. Die Perigonröhre weist eine Länge von 6 bis 16 Millimeter auf. Die innen gelbgrünen oder mahagonibraunen Zipfel sind 9 bis 13 (selten 6 bis 16) Millimeter lang. Der Griffel überragt die Blütenröhre. Die Blütezeit liegt vor allem im März bis Juni.
Die kugelförmigen bis länglichen Früchte sind 1,6 bis 1,8 (selten bis 2,5) Zentimeter lang und 1,3 bis 1,6 Zentimeter breit. Sie enthalten Samen von 4 bis 5 Millimeter Länge und 3 bis 4 Millimeter Breite.

## Systematik und Verbreitung
Agave variegata ist in den Vereinigten Staaten im Süden des Bundesstaates Texas sowie den mexikanischen Bundesstaaten Nuevo León, Hidalgo, Puebla, Tamaulipas, Veracruz und verwildert in Yucatán im trockenen Chaparral, an Hängen, oder zwischen Felsen und in feuchten Eichenwäldern in Höhenlagen von 10 bis 1830 Metern verbreitet
Die Erstbeschreibung durch Georg Albano von Jacobi wurde 1865 veröffentlicht.
Nomenklatorische Synonyme sind Manfreda variegata (Jacobi) Rose (1903) und Polianthes variegata (Jacobi) Shinners (1966). Mit in die Art als Synonym einbezogen wurden Manfreda tamazunchalensis Matuda (1966) und Manfreda xilitlensis Matuda (1966).
Die Art gehört in die Untergattung Manfreda und wird dort der Manfreda-Gruppe zugeordnet.

## Nachweise